# Claude Léon Mascaux
Claude Léon Mascaux, né à Saint-Germain-en-Laye le 13 juin 1882 et mort à Fontainebleau le 8 mars 1965, est un médailleur français. Il est le frère du critique d'art Charles Fegdal (1880-1944).

## Biographie
Claude Léon Mascaux remporte un grand prix de l'Exposition internationale des Arts décoratifs et industriels modernes en 1925 pour sept médailles à thème sportif, ainsi qu'une médaille de bronze aux  compétitions artistiques des Jeux olympiques d'été de 1924.

## Œuvres
- Paris, département des Monnaies, médailles et antiques de la Bibliothèque nationale de France :
  - Natation, 1924, bronze argenté et doré, 12 cm[3],[4] ;
  - La Gorgone[5].
  - Cypris[6].